# Festival Internacional de Artes Vivas Loja

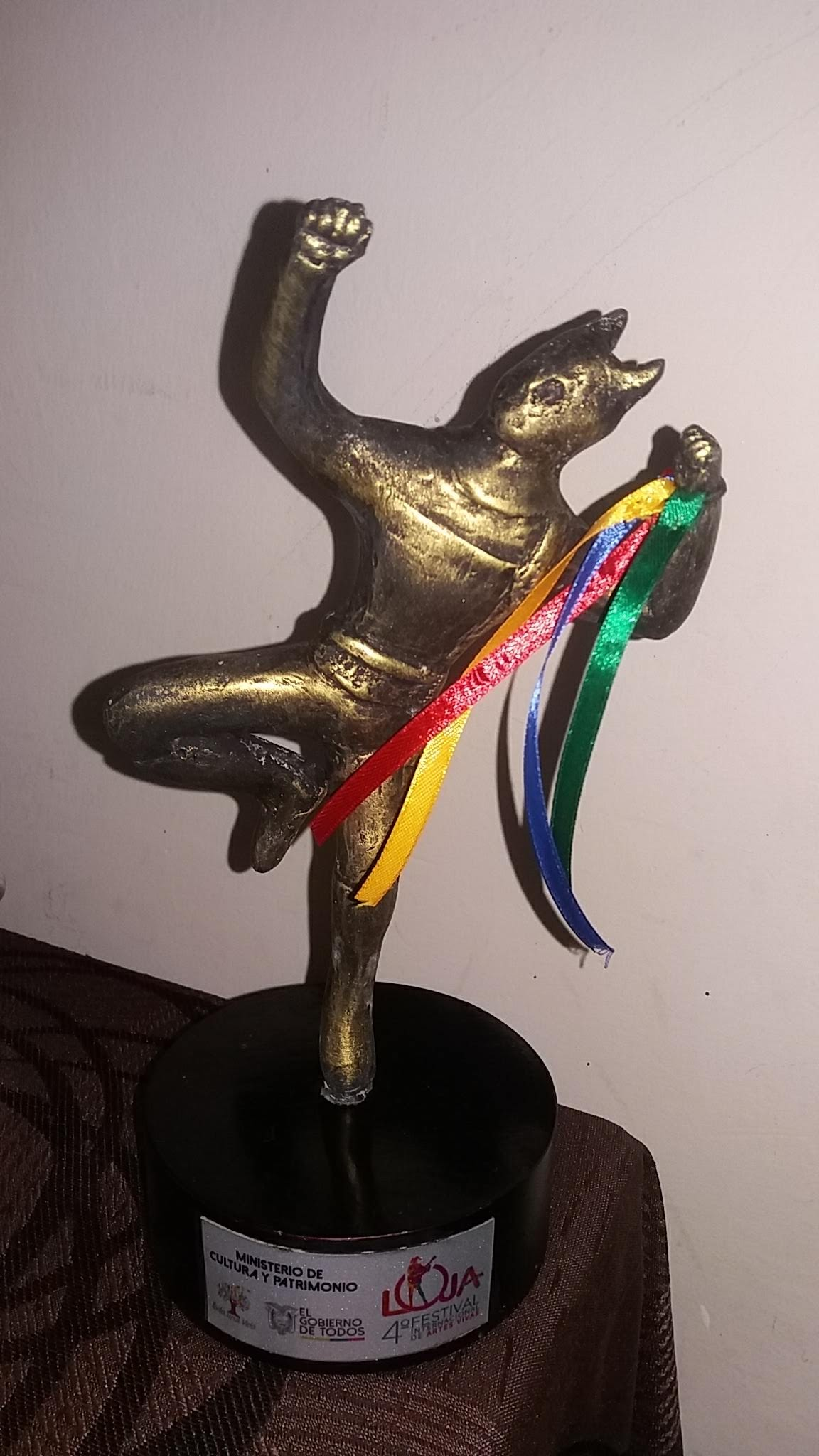
Estatuilla otorgada a los ganadores del FIVL.

El Festival Internacional de Artes Vivas Loja, conocido también por sus siglas FIAVL, o simplemente Festival de Artes Vivas de Loja, es un festival de artes que se desarrolla en la ciudad de Loja. Este festival inició en 2016, y desde 2018 fue reconocido en Ecuador como una plataforma de fomento de las artes vivas y manifestación de los derechos culturales a nivel nacional e internacional, a través de un decreto de institucionalización expedido por la Asamblea Nacional que determina su realización permanente en el mes de noviembre de cada año en la ciudad por la cual lleva su nombre el festival.

## Historia
En 2018, con su institucionalización decretada por la Asamblea Nacional, se determinó que el presupuesto del festival esté contemplado en el presupuesto anual del Ministerio de Cultura y Patrimonio, así como el del Gobierno Autónomo Descentralizado de Loja.
En 2019 la dirección volvió a estar a cargo de Patricio Vallejo. Contó con la participación de doce países con una duración de 10 días, y se desarrolló en el Teatro Benjamín Carrión de la ciudad de Loja.
Durante la Pandemia de COVID-19 en Ecuador, en el año 2020, el Festival fue suspendido en abril como medida momentánea ante la alerta de contagios en el país; posteriormente adoptó un formato virtual, con transmisiones en directo y multimodales. Contó con un presupuesto de 200 000 dólares. Esta modalidad también permitió el acceso de público a través de internet sin costo alguno.

## Premios otorgados
Dentro de las ediciones del Festival de Artes Vivas Loja se otorgan incentivos económicos para los artistas ganadores de diversas categorías. También se confiere una estatuilla que representa al Wiki, un personaje mítico de la comunidad Saraguro, y que se entrega desde la cuarta edición, en 2019.